# Energetické byliny
Energetické byliny jsou rostliny s nedřevnatým stonkem cíleně pěstované pro produkci energie.

## Energetický výnos
Plošný energetický zisk pěstování těchto bylin není příliš vysoký. Při sklizni kolem 10t/ha a výhřevnosti kolem 15–20 MJ/kg sušiny je energetický výnos 150–200 TJ/ha. Pokud je tato energie přeměněna v mechanickou práci nebo elektřinu s účinností kolem 30 %, odpovídá energetický zisk stálému výkonu zhruba 1,5 kW/ha. Pokud před tím proběhnou další fáze zpracování, je účinnost ještě menší.
Proti jiným způsobům zachycování různých forem sluneční energie mají ale energetické byliny jednu velkou výhodu, a to je jejich skladovatelnost.
Energetické náklady na pěstování těchto bylin jsou u nejlepších z nich při správném způsobu pěstování odhadovány na přibližně 10 % energetického výnosu.

## Přehled energetických bylin
Petříková (2002) uvádí následující přehled a charakteristiku bylinných druhů, které lze využívat pro energii:
| Druh rostlin                                | Výsev kg/ha                             | Setí                   | Setí                 | Výnos suché hmoty v t/ha | Sklízená část rostliny (1/ celková nadz. hmota, 2/–sláma) | Termín sklizně  |
| Druh rostlin                                | Výsev kg/ha                             | hloubka v cm           | termín               | Výnos suché hmoty v t/ha | Sklízená část rostliny (1/ celková nadz. hmota, 2/–sláma) | Termín sklizně  |
| Jednoleté                                   | Jednoleté                               | Jednoleté              | Jednoleté            | Jednoleté                | Jednoleté                                                 | Jednoleté       |
| ------------------------------------------- | --------------------------------------- | ---------------------- | -------------------- | ------------------------ | --------------------------------------------------------- | --------------- |
| Obilniny – tritikale                        | 130–180                                 | 5–7                    | 25. 9. – 10. 10.     | 10–12                    | 1/                                                        | VII, VIII       |
| Obilniny – ozimé žito                       | 130–140                                 | 5–7                    | 25. 9. – 5. 10.      | 9–12                     | 1/                                                        | VII, VIII       |
| Sudanská tráva                              | 30                                      | 4–5                    | zač. V               | 14–18                    | 1/                                                        | (IX), X, (XI)   |
| Konopí seté                                 | 32–65                                   | 3                      | IV–V                 | 8, 5–16                  | 1/                                                        | IX, X           |
| Laskavec                                    | 1,2–1,7                                 | 1,5                    | V–VI.                | 8–10                     | 1/ (2/)                                                   | (IX), X, (XI)   |
| Sléz krmný                                  | 5–8 (10)                                | 2                      | IV–V                 | 8–12                     | 1/ (2/)                                                   | (VIII), IX, (X) |
| Hořčice sareptská                           | 5–6                                     | 2                      | IV                   | 6–8                      | 2/ (1/)                                                   | VIII, (IX)      |
| Krambe (kartán)                             | 20–30                                   | 2–3                    | od 1/2 IV            | 4, 5–5                   | 2/                                                        | VII, VIII       |
| Světlice barvířská                          | 15–30                                   | 2–4                    | III do 1/2 IV        | 4–5                      | 2/                                                        | IX              |
| Lnička setá                                 | 8–12                                    | 1–2                    | III, IV              | 2, 5–3, 5                | 2/                                                        | (VI), VII       |
| Víceleté a vytrvalé                         |                                         |                        |                      |                          |                                                           |                 |
| Pupalka dvouletá                            | 4–5                                     | na povrch utužené půdy | od jara do 1/2 VIII  | 4–5                      | 2/                                                        | (VIII), IX      |
| Komonice bílá                               | 18–25                                   | 2–3                    | IV–V                 | 12–15                    | 1/                                                        | (VIII), IX      |
| Jestřabina východní                         | 15–25                                   | 3                      | IV                   | cca 10                   | 1/                                                        | VII, (VIII)     |
| Slunečnice topinambur (topinambur hlíznatý) | 50–55 tis. hlíz spon 62,5–75 × 24–40 cm | 6–12                   | V                    | 8–10                     | 1/                                                        | IX (X, XI)      |
| Šťovík krmný                                | 5–8                                     | 1, 5                   | V–VII                | 15–25                    | 1/ (2/)                                                   | VII, (VIII)     |
| Mužák prorostlý                             | 12–15                                   | 3                      | IV                   | 12–15                    | 1/                                                        | (VIII), IX, (X) |
| Bělotrn kulatohlavý                         | 18–22                                   | 3                      | IV–V                 | 14–16                    | 1/                                                        | IX, (X)         |
| Boryt barvířský                             | 10–12                                   | 3                      | IV                   | cca 10                   | 1/                                                        | VIII, (X)       |
| Čičorka pestrá                              | 25                                      | –                      | IV                   | 9–10                     | 1/                                                        | VIII, IX        |
| Topolovka růžová                            | 5–6                                     | 2                      | IV–V                 | 13–16                    | 1/                                                        | IX, (X)         |
| Ozdobnice čínská–Miscanthus                 | 10–20 tis. sazenic                      | 6–8                    | 1/2 V–1/2 VII        | 15–25                    | 1/                                                        | Jaro–III, IV    |
| Energetické trávy                           |                                         |                        |                      |                          |                                                           |                 |
| Chrastice–lesknice rákosovitá               | 8–10 (20–25)                            | 1, 5                   | podzim (brzy z jara) | 9–10 (15)                | 1/ (2/)                                                   | VI, VII         |
| Kostřava rákosovitá                         | 15–16                                   | 1                      | III, IV              | 8–14                     | 1/ (2/)                                                   | VII             |
| Psineček veliký                             | 10–12                                   | 1                      | III, IV              | 7–8                      | 1/ (2/)                                                   | VI, VII         |
| Ovsík vyvýšený                              | 27–30                                   | 3–4                    | III, IV              | 7–9                      | 1/ (2/)                                                   | VI, VII         |
| Sveřep samužníkovitý                        | 20–35                                   | 1, 5                   | III, do 1/2 IV       | 10–15                    | 1/ (2/)                                                   | VII, (VIII)     |
| Sveřep bezbranný                            | 20–35                                   | 1, 5                   | III, IV (podzim)     | 12–15                    | 1/ (2/)                                                   | VII, (VIII)     |